# 邵暹
邵暹（1381年—1440年），字賓旭，湖廣沔陽州在城東南隅民籍，治《詩經》，年三十二歲歲中式永樂十年壬辰科第三甲第五十九名進士。十月二十二日生，行二，曾祖邵通富；祖邵榮甫；父邵旻；母李氏。具慶下，妻柴氏，兄進，弟選。由冠帶舉人中式湖廣鄉試一百三十七名舉人，會試中式會試五十七名。